# Werchnije Postojalyje Dwory
Werchnije Postojalyje Dwory (russisch Верхние Постоялые Дворы) ist ein Dorf (derewnja) in der Oblast Kursk in Russland. Es gehört zum Rajon Prjamizyno und zur Landgemeinde (selskoje posselenije) Plotawski selsowjet.

## Geographie
Der Ort liegt gut 29 km Luftlinie südwestlich des Oblastverwaltungszentrums Kursk im südwestlichen Teil der Mittelrussischen Platte, 14 km südwestlich des Rajonverwaltungszentrums Prjamizyno, 6 km vom Sitz des Dorfsowjet – Plotawa, 59 km von der Grenze zwischen Russland und der Ukraine.

### Klima
Das Klima im Ort ist wie im Rest des Rajons kalt und gemäßigt. Es gibt während des Jahres eine erhebliche Niederschlagsmenge. Dfb lautet die Klassifikation des Klimas nach Köppen und Geiger.

## Bevölkerungsentwicklung
| Jahr | Einwohner |
| ---- | --------- |
| 2002 | 164       |
| 2010 | ▼142      |

Anmerkung: Volkszählungsdaten

## Verkehr
Werchnije Postojalyje Dwory liegt 15,5 km von der Fernstraße föderaler Bedeutung M2 „Krim“ (ein Teil der Europastraße E105), an der Straße regionaler Bedeutung 38K-004 (Djakonowo – Sudscha – Grenze zur Ukraine) und 10,5 km vor nächsten Eisenbahnhaltestelle 439 km (Eisenbahnstrecke Lgow-Kijewskij – Kursk) entfernt.
Der Ort liegt 111 km vom internationalen Flughafen von Belgorod entfernt.